# Centre de carena

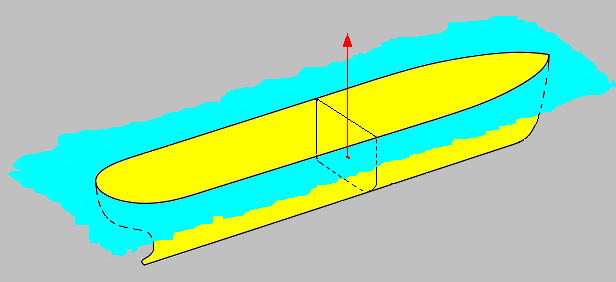
Centre de carena i vector empenta.

 Centre de carena  és el centre de gravetat del volum d'aigua desplaçat per un flotador, per a unes condicions donades. També es coneix amb el nom de centre d'empenta, ja que és amb finalitats d'estabilitat on es considera aplicada aquesta força.
Es representa amb la lletra  C  i en algunes publicacions amb la lletra  B  per equiparar-lo al "Center of Bouyancy" de l'anglès.
Atès el moviment del vaixell amb les onades, la posició del centre de carena és variable i depèn de la forma i del volum de buc submergit en aquest instant.
La corba en el pla transversal que descriu el centre de carena per als diferents angles, es denomina  Corba del centre de carena  i els seus radis:  Radis de curvatura .

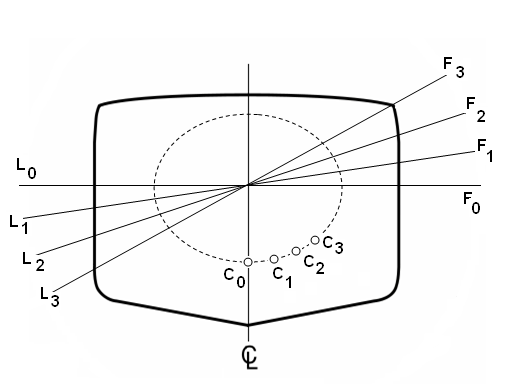
Corba descrita pel centre de carena C.

En el gràfic de la dreta s'observa la corba descrita pel centre de carena  C  d'un vaixell per a les diverses condicions de flotació L0-F0; L1-F1; L2-F3 i L3-F3.